# Taktikon Uspensky
Le Taktikon Uspensky est le nom habituel donné à une liste de fonctions civiles, militaires et ecclésiastiques dans l'Empire byzantin, accompagnée de leur ordre de préséance et datant du milieu du IXe siècle. Ce texte mentionne aussi les anciennes fonctions impériales à l'origine de celles existantes à l'époque de sa rédaction. Nicolas Oikonomidès estime que cette rédaction intervient en 842/843, ce qui en fait le premier d'une série de documents similaires (les taktika) écrits aux IXe et Xe siècles. Le terme Uspensky tire son origine du byzantiniste russe Fiodor Ivanovitch Ouspenski qui découvre le document à la fin du XIXe siècle dans un manuscrit datant du XIIe – XIIIe siècle (le codex Hierosolymitanus gr. 39)  préservé dans la bibliothèque du patriarcat orthodoxe de Jérusalem et contenant aussi des extraits du Kletorologion de Philothéos, un taktikon publié en 899.